# (37704) 1996 EK9
1996 EK9 (asteroide 37704) é um asteroide da cintura principal. Possui uma excentricidade de 0.05124850 e uma inclinação de 1.16578º.
Este asteroide foi descoberto no dia 12 de março de 1996 por Spacewatch em Kitt Peak.